# Makino Sindzsi
Makino Sindzsi (Fukuoka prefektúra, 1976. május 29. –) japán labdarúgó.

## Strandlabdarúgó-világbajnokság
A japán válogatott tagjaként részt vett a 2005-ös, a 2006-os, a 2008-as, a 2009-es, a 2011-es, a 2013-as és a 2015-ös FIFA strandlabdarúgó-világbajnokságon.